# Armiansk (municipalité)
La municipalité d'Armiansk (ukrainien : Євпаторійська міськрада), est l'une des 25 subdivisions administratives de la république de Crimée. Elle porte le nom d'Armiansk, la principale ville qui en est le centre administratif.

## Divisions administratives
Outre Armiansk qui est le centre administratif de la municipalité, celle-ci compte trois autres agglomérations :
- Souvorove (Culğa)
- Volochyne (Qulla)
- Perekop (Or Qapı)